# ENJOY TV
ENJOY TV was een commerciële regionale televisiezender die van 1 augustus 2005 tot woensdagavond 27 april 2006 uitzond. ENJOY TV was onder andere te ontvangen uit in de Nederlandse provincies Noord-Holland, Zuid-Holland en Utrecht. De zender was de opvolger van R.O.B.TV, die failliet was gegaan.
De zender zond regionale programma's uit die gemaakt werden in heel Nederland. De zender startte officieel op maandag 1 augustus 2005, maar zond al vanaf maandag 18 juli 2005 promo's uit. Op de zender waren programma's als Diet Battle, Op stap met ..., Kids for animals, Op spreekuur bij de dierenarts, Report en Backstage te zien. Later kwamen hier ook programma's over Dakar en muziek, Hollandse hits bij.
Future Finance Worldwide C.V., de vennootschap achter ENJOY TV kwam in begin 2006 in de financiële problemen en werd in staat van faillissement verklaard op 6 april 2006. Op last van de curator moest de zender uit de lucht, maar de zender bleef echter uitzenden, zei het in een beperkte vorm, qua programmering. Op woensdagavond 27 april 2006 werden de uitzendingen alsnog gestaakt en werd de beperkte bewerkte programmering vervangen met de tekst dat de uitzending van de zender zijn gestaakt.